# Шејкер Хајтс (Охајо)
Шејкер Хајтс (енгл. Shaker Heights) град је у америчкој савезној држави Охајо.

## Демографија
По попису из 2010. године број становника је 28.448, што је 957 (-3,3%) становника мање него 2000. године.
| Група             | 2000.          | 2010.          |
| Белци             | 17.434 (59,3%) | 15.270 (53,7%) |
| Афроамериканци    | 10.030 (34,1%) | 10.545 (37,1%) |
| Азијати           | 928 (3,2%)     | 1.306 (4,6%)   |
| Хиспаноамериканци | 339 (1,2%)     | 626 (2,2%)     |
| Укупно            | 29.405         | 28.448         |